# Grenzübergang Gudow/Zarrentin

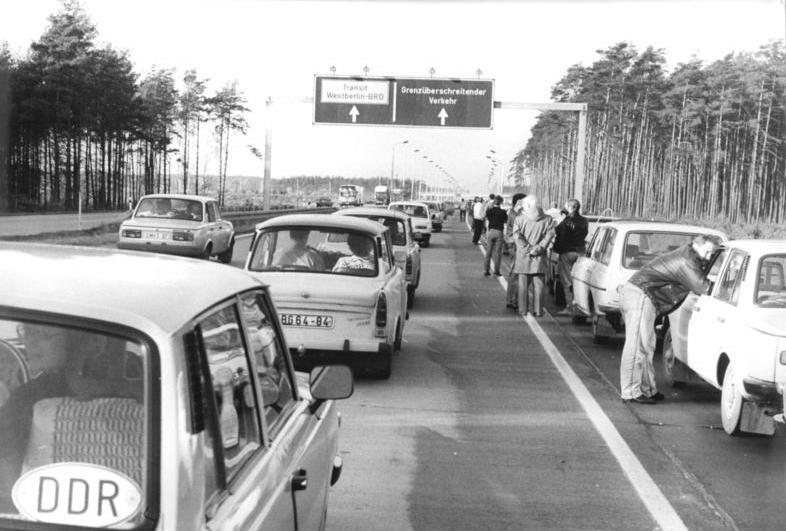
Die Grenzübergangsstelle vor Zarrentin (12. November 1989)

Der Grenzübergang Gudow/Zarrentin, Teil der Autobahn 24, verband die Deutsche Demokratische Republik und die Bundesrepublik für Autofahrer. Nach Helmstedt/Marienborn war er der zweitgrößte innerdeutsche Grenzübergang.

## Geschichte
Der Grenzübergang Gudow/Zarrentin wurde im November 1982 eröffnet und befand sich zwischen Gudow in Schleswig-Holstein und Zarrentin in Mecklenburg-Vorpommern. Die Kontrolleinrichtungen der DDR lagen südlich der Autobahn auf dem Gelände des heutigen Gewerbeparks Valluhn/Gallin. Der Grenzübergang wurde 1990 aufgelöst. Die Reste der Abfertigungsanlagen wurden um 1993 abgerissen. Die Kontrollstellen des Deutschen Zolls und des Bundesgrenzschutzes befanden sich auf dem Gelände der heutigen Raststätte Gudow, wobei das Hauptgebäude zum Autobahnhotel Gudow-Nord umgewandelt wurde.